# Rhodamnia rubescens
Rhodamnia rubescens är en myrtenväxtart som först beskrevs av George Bentham, och fick sitt nu gällande namn av Friedrich Anton Wilhelm Miquel. Rhodamnia rubescens ingår i släktet Rhodamnia och familjen myrtenväxter. Inga underarter finns listade i Catalogue of Life.